# برانشتسی (چایتینا)
برانشتسی (به صربی: Branešci) یک منطقهٔ مسکونی در صربستان است که در چایتینا واقع شده‌است. برانشتسی ۳۴٫۹۳ کیلومتر مربع مساحت و ۷۳۷ نفر جمعیت دارد و ۷۶۹ متر بالاتر از سطح دریا واقع شده‌است.